# Mesobuthus eupeus
Mesobuthus eupeus – polimorficzny gatunek skorpiona należący do rodziny Buthidae. Powszechnie znany jako mniejszy skorpion azjatycki lub skorpion plamisty. Uważany za najbardziej rozprzestrzeniony gatunek rodzaju Mesobuthus, a nawet z rodziny Buthidae.

## Opis gatunku
M. eupeus może osiągać wielkość od 4 do 5cm. Ciało jest barwy żółtej lub żółtobrązowej. Segmenty grzbietowe pochodzące z mezosomy mają często nieregularne podłużne paski w kolorze od ciemnobrązowego do czarnego. Wykazują dymorfizm płciowy, dorosłe samice są na ogół większe niż samce, ale mają mniejszą liczbę zębów na grzebieniach (16 do 23, w porównaniu z 22 do 28 u samców.
M. eupeus mają maksymalnie 10 rzędów ukośnych granuli na nieruchomym palcu i 11 na ruchomym palcu. Szczypce na pedipalpach są szersze niż rzepka (segment IV). Segmenty metasomy są grube i mają osiem stępek. Telson prawie kulisty z płaską powierzchnią grzbietową. 

## Taksonomia
W 1839 roku niemiecki arachnolog Carl Ludwig Koch jako pierwszy opisał M. eupeus. Został zaklasyfikowany do rodzaju Mesobuthus i należy do największej rodziny skorpionów Buthidae. Obecnie rozpoznano ponad 23 podgatunków M. eupeus.

## Ekologia
M. eupeus żywi się niewielkimi owadami takimi jak świerszcze czy małe karaluchy. Kanibalizm jest bardzo rzadko spotykany u tego gatunku. Nie kopią nor, wolą używać naturalnych kryjówek pod kamieniami czy innymi przedmiotami. Na wysmuklonych nogogłaszczkach posiadają kolce, którymi zwykle zabijają swoje ofiary.

## Jad
Jad M. eupeus nie jest tak silny jak w przypadku innych niebezpiecznych gatunków z rodziny Buthidae. W miejscu użądlenia ofiary odczuwają silny ból i pieczenie, pojawia się przekrwienie i obrzęk, a w niektórych przypadkach odnotowano również drętwienie i swędzenie.
Podobnie jak w przypadku innych skorpionów, jad M. eupeus zawiera liczne białka neurotoksyczne, które oddziałują z kanałami jonowymi. Duża liczba unikalnych białek w jadzie tych skorpionów została zidentyfikowana i zbadana dla zastosowań klinicznych. Na przykład, białko MeuKTX, powiązane z BmKTX (α-KTx3.6), które zostało wyizolowane z M. martensii, silnie hamuje kanały rKv1.1, rKv1.2 i hKv1.3, ale nie wpływa na kanały rKv1.4, rKv1.5, hKv3.1, rKv4.3 i hERG nawet w wysokich stężeniach. W przeciwieństwie do tego, BeKm-1 hamuje kanały potasowe hERG, które są niezbędne dla zachowania właściwego funkcjonowania serca, jednakże nie wykazano jego działania na inne kanały potasowe organizmu. W jadzie znaleziono również inhibitory kanałów sodowych.
W ich jadzie została także znaleziona pewna ilość białek przeciwdrobnoustrojowych Meucin-13 i Meucin-18 wykazywały szeroki wpływ lityczny na komórki bakterii i grzybów. Ponadto, Meucin-24 oraz Meucin-25, po raz pierwszy wyizolowane z gruczołu jadowego M. eupeus, zostały wyeksponowane dla zabicia Plasmodium falciparum i zahamowania rozwoju tego patogena malarii, ale nie szkodziły one komórkom ssaków. Jest to powód, dla którego białka te mogłyby służyć do opracowania leku przeciwko malarii.
Naukowcy z Iranu ponadto uważają, że jad M. eupeus ma właściwości przeciwzapalne i jest skuteczny w leczeniu artretyzmu w badaniu na szczurach, jednakże mechanizm jego działania nie jest jeszcze znany.

## Środowisko i rozmieszczenie
Mesobuthus eupeus zwykle żyje w suchych lub półsuchych siedliskach z niewielką szatą roślinną lub całkowicie jej pozbawioną. Gatunek występuje we wschodniej Turcji, Armenii, Azerbejdżanie, Gruzji, południowej Rosji, północnej Syrii, wschodnim Iraku, Iranie, Afganistanie, Pakistanie, Turkmenistanie, Uzbekistanie, Kirgistanie, Tadżykistanie, Kazachstanie, południowej Mongolii i północnych Chinach.

## Lista podgatunków
- Mesobuthus eupeus eupeus (C. L. Koch, 1839)
- Mesobuthus eupeus afghanus (Pocock, 1889)
- Mesobuthus eupeus barszczewskii (Birula, 1904)
- Mesobuthus eupeus bogdoensis (Birula, 1896)
- Mesobuthus eupeus haarlovi Vachon, 1958
- Mesobuthus eupeus iranus (Birula, 1917)
- Mesobuthus eupeus kirmanensis (Birula, 1900)
- Mesobuthus eupeus mesopotamicus (Penther, 1912)
- Mesobuthus eupeus mongolicus (Birula, 1911)
- Mesobuthus eupeus pachysoma (Birula, 1900)
- Mesobuthus eupeus persicus (Pocock, 1899)
- Mesobuthus eupeus philippovitschi (Birula, 1905)
- Mesobuthus eupeus thersites (C. L. Koch, 1839)